# انزکس
انزکس (به فرانسوی: Anzex) یک کمون در فرانسه است که در canton of Casteljaloux واقع شده‌است. انزکس ۲۳٫۲۴ کیلومتر مربع مساحت دارد ۷۰ متر بالاتر از سطح دریا واقع شده‌است.